# CECAFA Cup
CECAFA Cup eller CECAFA Senior Challenge Cup är en fotbollsturnering för landslags från Central- och Östafrika. Cupen arrangeras av FIFA och CECAFA, det central- och östafrikanska regionala fotbollsförbundet. CECAFA Cup är den äldsta fotbollsturneringen i Afrika.
Deltagarländer är Kenya, Uganda, Tanzania, Sudan, Etiopien, Eritrea, Zanzibar (som spelar som ett eget landslag), Somalia, Rwanda, Burundi och Djibouti.

## Historia
Cupen hölls första gången 1926, då under namnet Gossage Cup. Från 1965 hette den East and Central African Senior Challenge Cup och efter 1971 CECAFA Cup.
Uganda har flest segrar i turneringen, 10 stycken.